# Cinnyris asiaticus
Cinnyris asiaticus è una specie di uccelli passeriformi appartenente alla famiglia dei Nectariniidae.
Si nutre principalmente di nettare, prendando a volte anche insetti. I maschi hanno un piumaggio nero-azzurro con alcune scrisce iridescenti dal tono blu-viola. Le femmine hanno un piumaggio oliva sul dorso e la testa, mentre il ventre e il collo sono giallastri.